# Tower Hotel
El Tower Hotel es un edificio histórico de estilo art decó ubicado en la esquina noreste de las calles Eleventh y Jackson en el centro de la ciudad de Anderson, en el estado de Indiana (Estados Unidos). Es el segundo edificio más alto de la ciudad. En 1997 fue incluido en el Registro Nacional de Lugares Históricos. También es parte del Distrito Histórico del Centro de Anderson, que fue incluido en el Registro Nacional en 2006.

## Historia

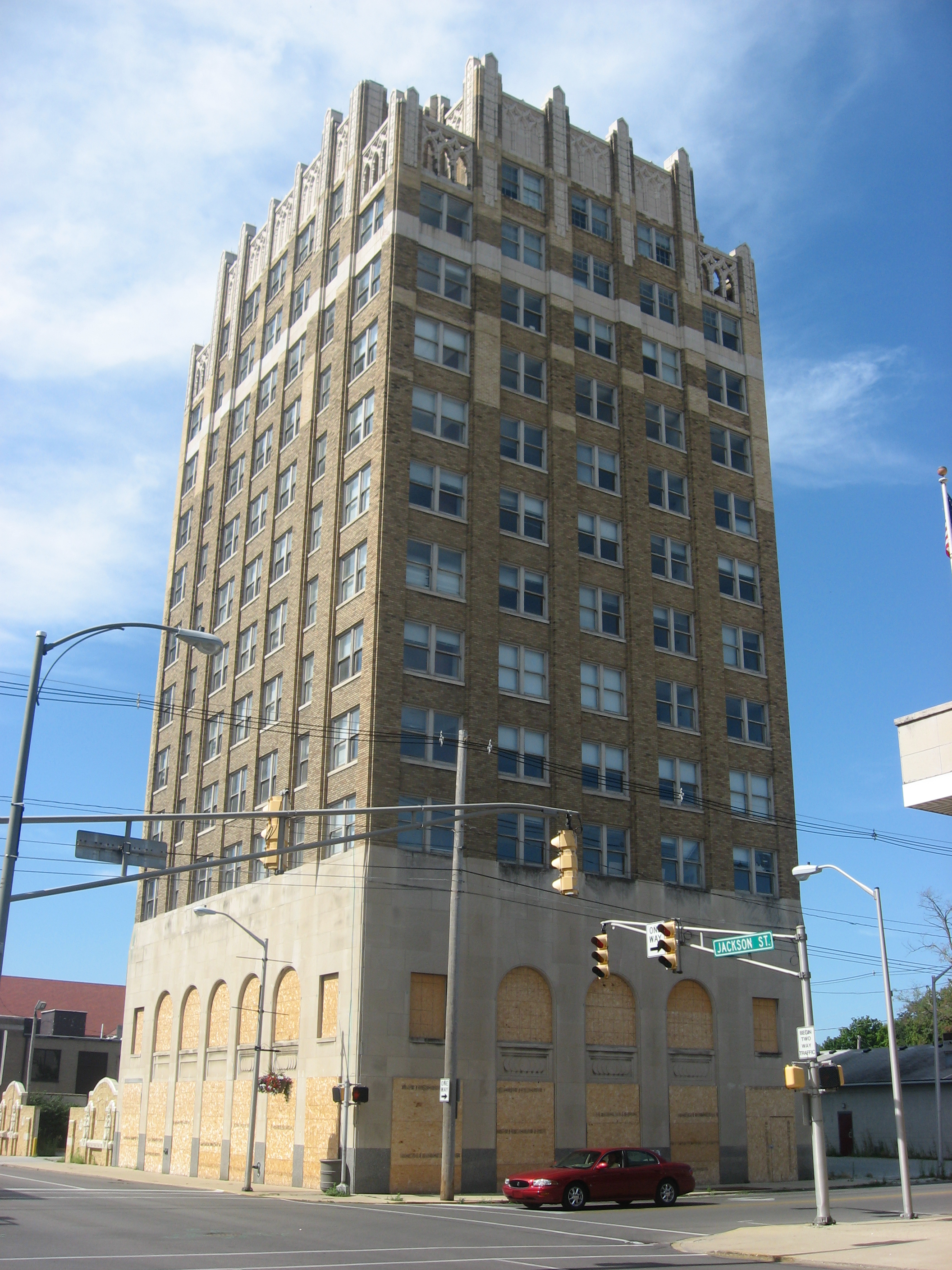
El Tower Hotel en 2012

El nombre es algo inapropiado pues nunca funcionó como hotel. Si el hotel hubiera abierto, habría sido parte de la cadena Pick-Wenzel. El hotel contaría con una panadería completa, una peluquería, un salón de banquetes, un centro de negocios, un gran vestíbulo y comedor. 
En el momento de su inauguración en 1928, desplazó al Anderson Bank Building como el edificio más alto de la ciudad. Conservó el título hasta 1971, cuando fue superado por el First Merchants Bank Building, de estilo racionalista.
Cuando se desencadenó la Gran Depresión el edificio ya estaba levantado, pero los interiores no se habían terminado. Estuvo vacío durante muchos años, hasta que la Iglesia Gospel Trumpet compró el edificio y lo convirtió en apartamentos.
A finales de 2011, los propietarios del Tower Hotel (entonces conocido como Tower Place) se vieron obligados a cerrar cuando los costos de mantenimiento y operación se volvieron insoportables. El edificio se sentó con sus dos primeros niveles cubiertos de madera contrachapada hasta febrero de 2013, cuando se anunció que se vendería mediante subasta. 
Los cálculos preliminars apuntaban a que el edificio poddía costar entre 200.000 y 250.000 dólares. La semana anterior a la subasta se llevó a cabo una jornada de puertas abiertas para que los compradores potenciales probaran la oportunidad de recorrer el edificio antes de ofertar. El 20 de febrero de 2013, el propietario de un negocio nacido en Rusia, Youri Frankine, compró The Tower Hotel por 100.000 dólares.